# Herpetogramma abdominalis
Herpetogramma abdominalis är en fjärilsart som beskrevs av Philipp Christoph Zeller. Herpetogramma abdominalis ingår i släktet Herpetogramma och familjen Crambidae. Inga underarter finns listade i Catalogue of Life.